# 蘭德鎮區 (明尼蘇達州格蘭特縣)
蘭德鎮區（英語：Land Township）是位於美國明尼蘇達州格蘭特縣的一個行政鎮區。

## 地方資料
蘭德鎮區的面積為87.60平方千米，當中陸地面積為86.74平方千米，而水域面積為0.85平方千米。根據2020年美國人口普查的數據，當地共有人口269人，而人口密度為每平方千米3.07人。